# Calophyllum elegans
Calophyllum elegans là một loài thực vật có hoa trong họ Calophyllaceae. Loài này được Ridl. mô tả khoa học đầu tiên năm 1938.